# Abades (Silleda)
Abades (oficialmente Santa María de Abades) es una parroquia española del municipio de Silleda, perteneciente a la provincia de Pontevedra, en la comunidad autónoma de Galicia.

## Historia
Hacia mediados del siglo XIX, la parroquia tenía contabilizada una población de 376 habitantes. Aparece descrita en el primer volumen del Diccionario geográfico-estadístico-histórico de España y sus posesiones de Ultramar de Pascual Madoz con las siguientes palabras:

ABADES (Sta. Maria de): felig. en la prov. de Pontevedra (8 leg.), dióc. de Lugo, part. jud. de Lalin (2 1/2) y ayunt. de Chapa (1/2): sit. á la márg. izq. del r. Ulla en un valle formado por el arroyo Cervanina, donde la baten todos los vientos bajo despejada atmosfera y clima sano: tiene 74 casas, algunas de ellas ruinosas, repartidas en las ald. ó l. de Abades, Cobas, Revoreda, Bazar y Barral. Hay una escuela de primeras letras, dotada suficientemente, á la que asisten 30 niños; y una igl. parr. de la que son anejas las de S. Cristobal de Martije y S. Martin de Pazos: el curato es de provision ordinaria: el edificio aunque bien construido es de poca capacidad; inmediato al mismo se halla una ermita ó santuario, dedicado á Ntra. Sra. de los Desamparados cuya festividad se celebra con toda solemnidad y gran concurrencia, el domingo próximo posterior al 15 de agosto de cada año: la capilla es bastante espaciosa, fabricada de piedra sillería con escelente arquitectura, tiene buena torre, órgano y vistosos altares. El agua de que se surten los vec. es de fuente y de esquisita calidad. Su term. por N. y E. confina con los de Manduas y Pazos y por S. y O. con el de Piñeiro. Hay en él un molino harinero con dos muelas y dos batanes á que dan movimiento las aguas del arroyo Cervanina que, descendiendo de los montes de S. Sebastian, se une al Deza: tambien se encuentran canteras de hermoso jazpe, con especialidad en la llanura Campo Marzo, ó de Marte. El terreno, si bien no puede decirse de primera calidad, es no obstante feraz y abunda de todo género de frutos. Prod. trigo, centeno, avena, maiz, habas, patatas, legumbres, muchas y sabrosas frutas y algun vino; ganado vacuno, lanar, y cabrío. Pobl. 74 vec., 376 alm. Contr. con su ayunt. (V. Chapa).
(Madoz, 1845, p. 33)

En la actualidad, pertenece al municipio de Silleda. En 2022, tenía empadronados 116 habitantes.

## Patrimonio
Hay en la parroquia una iglesia de Santa María y un santuario de Nuestra Señora de los Desamparados.